# 5502 Brashear
5502 Brashear è un asteroide della fascia principale. Scoperto nel 1984, presenta un'orbita caratterizzata da un semiasse maggiore pari a 2,6719632 UA e da un'eccentricità di 0,1292376, inclinata di 12,32835° rispetto all'eclittica.